# Reversopelma petersi
Reversopelma petersi é uma espécie de aranha pertencente à família Theraphosidae (tarântulas).